# Кромские Быки
Кромские Быки — село в Льговском районе Курской области России. Входит в состав Вышнедеревенского сельсовета.

## География
Село находится в бассейне реки Бык (левый приток Сейма), в 30,5 км от российско-украинской границы, в 69 км к юго-западу от Курска, в 19 км к юго-востоку от районного центра — города Льгова, в 8 км от центра сельсовета — села Вышние Деревеньки.
Климат
Кромские Быки, как и весь район, расположены в поясе умеренно континентального климата с тёплым летом и относительно тёплой зимой (Dfb в классификации Кёппена).
| Показатель                                                                      | Янв. | Фев. | Март | Апр. | Май  | Июнь | Июль | Авг. | Сен. | Окт. | Нояб. | Дек. | Год  |
| ------------------------------------------------------------------------------- | ---- | ---- | ---- | ---- | ---- | ---- | ---- | ---- | ---- | ---- | ----- | ---- | ---- |
| Средний суточный максимум, °C                                                   | −3,8 | −2,7 | 3,2  | 13,1 | 19,3 | 22,6 | 25,1 | 24,5 | 18,2 | 10,7 | 3,6   | −0,9 | 11,1 |
| Средняя температура, °C                                                         | −5,9 | −5,3 | −0,5 | 8,3  | 14,7 | 18,3 | 20,8 | 19,9 | 14   | 7,3  | 1,4   | −2,9 | 7,5  |
| Средний суточный минимум, °C                                                    | −8,3 | −8,5 | −4,7 | 2,8  | 9    | 13   | 15,7 | 14,8 | 9,7  | 4    | −0,9  | −5,1 | 3,5  |
| Норма осадков, мм                                                               | 51   | 44   | 48   | 50   | 63   | 71   | 76   | 53   | 57   | 57   | 47    | 49   | 666  |
| Источник: Погода по месяцам c ru.climate-data.org(дата обращения: Октябрь 2021) |      |      |      |      |      |      |      |      |      |      |       |      |      |

Часовой пояс
Село Кромские Быки, как и вся Курская область, находится в часовой зоне МСК (московское время). Смещение применяемого времени относительно UTC составляет +3:00.

## История
В 1697 году (7205 от сотворения мира) в селении, относившемся к Свапскому стану Рыльского уезда, была построена Покровская церковь.

## Население
| 2002 | 2010 |
| ---- | ---- |
| 351  | ↘307 |

## Инфраструктура
Личное подсобное хозяйство. В селе 150 домов.
На территории села ведут торговую деятельность 3 продуктовых магазина.

## Транспорт
Село находится на автодорогах регионального значения 38К-024 (Льгов — Суджа) и межмуниципального значения 38Н-564 (Коренево — Кромские Быки), в 2,5 км от ближайшего (закрытого) ж/д остановочного пункта 25 км (линия Льгов I — Подкосылев).